# Acalolepta marshalliana
Acalolepta marshalliana es una especie de escarabajo longicornio del género Acalolepta, tribu Monochamini, subfamilia Lamiinae. Fue descrita científicamente por Breuning en 1935.
Se distribuye por Islas Salomón. Mide aproximadamente 22 milímetros de longitud.